# Isabelle Stevenson Award
L’Isabelle Stevenson Award est un prix spécial des Tony Awards décerné depuis 2009.
Il est donné à « une  personnalité de la communauté théâtrale qui a apporté une contribution substantielle de temps et d'efforts pour le compte d'un ou plusieurs organisme humanitaire, de services sociaux ou d'organismes de bienfaisance, indépendamment du fait que ces organisations se rapportent au théâtre. »
Le prix porte le nom d'Isabelle Stevenson, ancienne présidente de l'American Theatre Wing qui décerne les Tonys.

## Récipiendaires

### Année 2000
- 2009 : Phyllis Newman

### Années 2010
- 2010 : David Hyde Pierce, pour son combat contre la maladie d'Alzheimer[1].
- 2011 : Eve Ensler, fondateur du V-Day[2].
- 2012 : Bernadette Peters, pour son travail avec Broadway Barks[3].
- 2013 : Larry Kramer, pour son travail de cofondateur de Gay Men's Health Crisis[4].
- 2014 : Rosie O'Donnell, pour son engagement à l'éducation artistique des enfants des écoles publiques de New York[5].
- 2015 : Stephen Schwartz, pour son engagement au service des artistes et son soutien aux nouveaux talents[6].
- 2016 : Brian Stokes Mitchell, pour son travail chez Actors Fund[7].
- 2017 : Baayork Lee, pour son engagement de longue date envers les futures générations d'artistes à travers son travail avec le National Asian Artists Project et les programmes d'éducation théâtrale à travers le monde[8].
- 2018 : Nick Scandalios, pour son plaidoyer et son dévouement aux familles LGBTQ du pays[9].
- 2019 : Judith Light, pour son action contre la maladie (HIV/AIDS) et son soutien aux droits LGBTQ+[10].

### Années 2020
- 2020 : Julie Halston, pour son travail et son plaidoyer dans la collecte de fonds et la sensibilisation à la Pulmonary Fibrosis Foundation[11].
- 2022 : Robert E. Wankel, pour sa générosité et son service au bien-être de la communauté de Broadway, au cours des quatre dernières décennies et, en particulier face à une crise mondiale.
- 2023 : Jerry Mitchell en reconnaissance de son dévouement et de ses contributions exceptionnels à Broadway Cares/Equity Fights AIDS (BC/EFA) et pour plus de trois décennies de service bénévole à travers le arts[12].
- 2024 : Billy Porter pour son action avec la Elizabeth Taylor AIDS Foundation et l'Entertainment Community Fund.
- 2025 : Celia Keenan-Bolger pour son important travail de plaidoyer en faveur de l'égalité du mariage auprès de Barack Obama.